# Die Höhle der Löwen/Staffel 8
Die achte Staffel der Unterhaltungsshow Die Höhle der Löwen wurde vom 31. August bis 19. Oktober 2020 vom deutschen Free-TV-Sender VOX ausgestrahlt. Die Moderation wurde wieder von Ermias Habtu übernommen. Als „Löwen“ waren Carsten Maschmeyer, Judith Williams, Georg Kofler, Dagmar Wöhrl, Ralf Dümmel, Nils Glagau und Nico Rosberg dabei, die sich entsprechend abwechseln, so dass je Produktvorstellung fünf Investoren zu sehen sind.

## Episoden
| Nr. (ges.) | Nr. (St.) | Teilnehmer                                                              | Premiere D    | Zuschauer |
| ---------- | --------- | ----------------------------------------------------------------------- | ------------- | --------- |
| 73         | 1         | GRPSTAR ✓, Yumbau ×, flapgrip ✓, ChargeX Aqueduct ×, gitti ○            | 31. Aug. 2020 | 2,57 Mio. |
| 74         | 2         | vly ×, Schreibpilot ✓, not less but better ○, HitPartner ×, bruXane ○   | 7. Sep. 2020  | 2,38 Mio. |
| 75         | 3         | richtiggutbewerben.de ✓, PoBeau ×, Gomago ✓, Gymbutler ×, Green MNKY ✓  | 14. Sep. 2020 | 2,34 Mio. |
| 76         | 4         | Forest Gum ×, FH2OCUS ✓, Hit The Beat ×, klangquadrat ✓, letsact ×      | 21. Sep. 2020 | 2,52 Mio. |
| 77         | 5         | Move it Mama ×, vytal ✓, Yammbits ✓, Knetbeton ×, Solmove ○             | 28. Sep. 2020 | 2,40 Mio. |
| 78         | 6         | mybimaxx ×, MediDusch ✓, Schmuki ✓, Ellas’s Basen Bande ✓, Pocket Sky × | 5. Okt. 2020  | 2,31 Mio. |
| 79         | 7         | Presize.ai ✓, Loomaid ✓, Straffr ×, Knödelkult ✓, Sorose ○              | 12. Okt. 2020 | 2,15 Mio. |
| 80         | 8         | Yucona ✓, AHO.BIO ×, NUI Cosmetics ✓, Twentyless ✓, Hyconnect ✓         | 19. Okt. 2020 | 2,39 Mio. |

## Gründer und Unternehmen
Die erste Spalte mit der Überschrift # entspricht der Episodennummer der Staffel und der Reihenfolge des Auftritts in der Sendung. Bei der angegebenen Bewertung handelt es sich jeweils um die sogenannte Pre-Money-Bewertung, diese stellt die Bewertung eines Unternehmens vor einer Finanzierungsrunde dar.
| #   | Name                                                                                   | Gründer                                             | Bewertung   | Kapitalbedarf | Anteile | Investment               | Investor                                       |
| --- | -------------------------------------------------------------------------------------- | --------------------------------------------------- | ----------- | ------------- | ------- | ------------------------ | ---------------------------------------------- |
| 1.1 | GRPSTAR Höhenverstellbare Fußball-Stollen                                              | David Krusch, Manuel Kössl                          | 765.000 €   | 85.000 €      | 10 %    | 85.000 € für 19 %        | Nils Glagau                                    |
| 1.2 | Yumbau Dim Sum – Chinesische Spezialitäten                                             | Kevin Brück, Ivy Zhang                              | 1.700.000 € | 300.000 €     | 15 %    | nein                     | nein                                           |
| 1.3 | flapgrip Multifunktionale Mobiltelefonhalterung                                        | Philip Deml, Cem Dogan                              | 708.333 €   | 125.000 €     | 15 %    | 125.000 € für 25 %       | Ralf Dümmel                                    |
| 1.4 | ChargeX Aqueduct Modulares Ladesystem für Elektroautos                                 | Tobias Wagner, Michael Masnitza                     | 4.988.023 € | 1.000.000 €   | 16,7 %  | nein                     | nein                                           |
| 1.5 | gitti Veganer Nagellack                                                                | Jennifer Baum-Minkus                                | 3.450.000 € | 300.000 €     | 8 %     | 350.000 € für 9,33 % 1.5 | Judith Williams, Dagmar Wöhrl                  |
| 2.1 | vly Milchersatzprodukt aus Erbsenprotein                                               | Nicolas Hartmann, Niklas Kattner, Moritz Braunwarth | 5.750.000 € | 500.000 €     | 8 %     | nein                     | nein                                           |
| 2.2 | Schreibpilot Schreibheft mit vorgeprägter Schrift                                      | Kai Döringer, Hasan Saygili                         | 200.000 €   | 50.000 €      | 20 %    | 50.000 € für 25 %        | Ralf Dümmel                                    |
| 2.3 | not less but better Trainings-App zur Reduzierung der Smartphoneabhängigkeit           | Selcuk Aciner, Christina Roitzheim, Marius Rackwitz | 1.350.000 € | 150.000 €     | 10 %    | 150.000 € für 20 % 2.3   | Carsten Maschmeyer, Nico Rosberg               |
| 2.4 | HitPartner Mobiles Tennis-Trainingsgerät                                               | Alexander Lenfers                                   | 800.000 €   | 200.000 €     | 20 %    | nein                     | nein                                           |
| 2.5 | bruXane Aufbissschiene mit Vibrationsmotor                                             | Bianca Berk, Jörg Köhler                            | 5.400.000 € | 600.000 €     | 10 %    | 600.000 € für 36 % 2.5   | Carsten Maschmeyer, Ralf Dümmel, Dagmar Wöhrl  |
| 3.1 | richtiggutbewerben.de Dienstleister für Lebenslauferstellung                           | Bilal und Adil Zafar                                | 900.000 €   | 100.000 €     | 10 %    | 100.000 € für 15 %       | Carsten Maschmeyer                             |
| 3.2 | PoBeau Hautpflege für den Po                                                           | Sandy Glückstein                                    | 1.800.000 € | 200.000 €     | 10 %    | nein                     | nein                                           |
| 3.3 | Gomago Marderabwehr                                                                    | Klaus Skottki                                       | 320.000 €   | 80.000 €      | 20 %    | 80.000 € für 20 %        | Ralf Dümmel                                    |
| 3.4 | Gymbutler Magnetisches Halteband                                                       | Maximilian Sander, Tim Bormann                      | 400.000 €   | 100.000 €     | 20 %    | nein                     | nein                                           |
| 3.5 | Green MNKY Maschinell zuschneibare Displayschutzfolie                                  | Ziya Orhan, Oliver Klingenbrunn                     | 2.266.666 € | 400.000 €     | 15 %    | 400.000 € für 24 %       | Carsten Maschmeyer, Nils Glagau                |
| 4.1 | Forest Gum Plastikfreies Kaugummi                                                      | Thomas Krämer                                       | 2.700.000 € | 300.000 €     | 10 %    | nein                     | nein                                           |
| 4.2 | FH2OCUS 4.2 Koffeinhaltiges Wasser                                                     | Sonja Wüpping, Jan Oostendorp                       | 270.000 €   | 90.000 €      | 25 %    | 90.000 € für 25 %        | Carsten Maschmeyer, Ralf Dümmel                |
| 4.3 | Hit The Beat Tanz-Workout                                                              | Peter Sowinski, Samim Quraischi                     | 3.150.000 € | 350.000 €     | 10 %    | nein                     | nein                                           |
| 4.4 | klangquadrat Akustisches Lern- und Gedächtnisspiel                                     | Adrian Rennertz, Sebastian Oberlin                  | 1.350.000 € | 150.000 €     | 10 %    | 150.000 € für 33,3 %     | Nils Glagau                                    |
| 4.5 | letsact Vermittlungsapp für Freiwillige und Ehrenamtliche                              | Ludwig Petersen, Paul Bäumler                       | 2.700.000 € | 300.000 €     | 10 %    | nein                     | nein                                           |
| 5.1 | Move it Mama App-basiertes Fitnessprogramm für Schwangere                              | Birte Glang                                         | 1.133.333 € | 200.000 €     | 15 %    | nein                     | nein                                           |
| 5.2 | vytal Mehrwegverpackungssystem für Take-Way-Produkte                                   | Sven Witthöft, Tim Breker                           | 4.050.000 € | 450.000 €     | 10 %    | 450.000 € für 12,5 %     | Georg Kofler                                   |
| 5.3 | Yammbits Mit Trockenobst gefüllte Pralinen                                             | Julian Berhang, Elena Sarri-Berhang                 | 566.666 €   | 100.000 €     | 15 %    | 100.000 € für 20 % 5.3   | Ralf Dümmel                                    |
| 5.4 | Knetbeton Modellierbare Betonknetmasse                                                 | Miled Ben Dhiaf                                     | 450.000 €   | 150.000 €     | 25 %    | nein                     | nein                                           |
| 5.5 | Solmove Straßenbelag aus Solarmodulen                                                  | Donald Müller-Judex                                 | 4.500.000 € | 500.000 €     | 10 %    | 500.000 € für 25 % 5.5   | Carsten Maschmeyer, Nico Rosberg, Dagmar Wöhrl |
| 6.1 | mybimaxx Bandagen für Okklusionstraining                                               | Bastian und Lukas Erdmann                           | 240.000 €   | 80.000 €      | 25 %    | nein                     | nein                                           |
| 6.2 | MediDusch 6.2 Erkältungsduschschaum                                                    | Jaqueline Torres Martinez                           | 300.000 €   | 75.000 €      | 20 %    | 100.000 € für 30 %       | Carsten Maschmeyer, Ralf Dümmel                |
| 6.3 | Schmuki Schmutzsack für Kinder                                                         | Marc Duttle, David Seidewitz                        | 400.000 €   | 100.000 €     | 20 %    | 100.000 € für 40 %       | Ralf Dümmel                                    |
| 6.4 | Ella’s Basen Bande Basische Fertiggerichte                                             | Ella Della Rovere, Marcin Glowacki, Konrad Geiger   | 850.000 €   | 150.000 €     | 15 %    | 150.000 € für 20 %       | Nils Glagau                                    |
| 6.5 | Pocket Sky Lichttherapie-Brille                                                        | Mark Wallerberger, Michael Geyer                    | 800.000 €   | 200.000 €     | 20 %    | nein                     | nein                                           |
| 7.1 | Presize.ai Körperscanner für Onlineshops                                               | Tomislav Tomov, Leon Szeli                          | 5.850.000 € | 650.000 €     | 10 %    | 650.000 € für 15 %       | Carsten Maschmeyer                             |
| 7.2 | Loomaid Silikon-Toilettenbürste                                                        | Andres und Jan-Peter Psczolla                       | 800.000 €   | 200.000 €     | 20 %    | 200.000 € für 20 %       | Ralf Dümmel                                    |
| 7.3 | Straffr Sensorbasiertes Gymnastikband                                                  | Stefan Weiß, Torben Hellmuth, Hanno Storz           | 1.200.000 € | 300.000 €     | 20 %    | nein                     | nein                                           |
| 7.4 | Knödelkult Knödel-Fertiggerichte                                                       | Janine Trappe, Felix Pfeffer                        | 2.250.000   | 250.000 €     | 10 %    | 250.000 € für 15 % 7.4   | Ralf Dümmel                                    |
| 7.5 | Sorose Reinigungswasser auf Rosenwasserbasis                                           | Lucy und Peter Leiter                               | 800.000 €   | 200.000 €     | 20 %    | 200.000 € für 33,3 % 7.5 | Judith Williams                                |
| 8.1 | Yucona Wiederverwendbare Wasserfilter-Kartusche                                        | Richard Birich, Inga Plochow                        | 1.000.000   | 250.000 €     | 20 %    | 250.000 € für 35 %       | Ralf Dümmel                                    |
| 8.2 | AHO.BIO Vegane Cracker                                                                 | Jannis Birth, Alexander Wies                        | 425.000 €   | 75.000 €      | 15 %    | nein                     | nein                                           |
| 8.3 | NUI Cosmetics Vegane Naturkosmetik                                                     | Swantje van Uehm                                    | 1.000.000   | 250.000 €     | 20 %    | 250.000 € für 40 %       | Judith Williams                                |
| 8.4 | Twentyless Allzweckreinigungsmittel in Glasflaschen                                    | Eike Meyer                                          | 396.666     | 70.000 €      | 15 %    | 70.000 € für 25 %        | Ralf Dümmel                                    |
| 8.5 | Hyconnect Verbindungstechnologie zum Verschweißen von Metall und Faserverbundelementen | Lars Molter                                         | 3.500.000 € | 500.000 €     | 12,5 %  | 500.000 € für 17,5 % 8.5 | Carsten Maschmeyer, Nico Rosberg               |
| #   | Name                                                                                   | Gründer                                             | Bewertung   | Kapitalbedarf | Anteile | Investment               | Investor                                       |

## Einschaltquoten
| Folge | Datum         | Zuschauer        | Zuschauer     | Marktanteil      | Marktanteil   | Quelle |
| Folge | Datum         | Durchschnittlich | 14 – 49 Jahre | Durchschnittlich | 14 – 49 Jahre | Quelle |
| ----- | ------------- | ---------------- | ------------- | ---------------- | ------------- | ------ |
| 1     | 31. Aug. 2020 | 2,57 Mio.        | 1,35 Mio.     | 9,7 %            | 17,8 %        | [ 10 ] |
| 2     | 07. Sep. 2020 | 2,38 Mio.        | 1,34 Mio.     | 8,8 %            | 17,8 %        | [ 11 ] |
| 3     | 14. Sep. 2020 | 2,34 Mio.        | 1,27 Mio.     | 8,6 %            | 16,1 %        | [ 12 ] |
| 4     | 21. Sep. 2020 | 2,52 Mio.        | 1,39 Mio.     | 9,3 %            | 18,0 %        | [ 13 ] |
| 5     | 28. Sep. 2020 | 2,40 Mio.        | 1,28 Mio.     | 8,3 %            | 14,8 %        | [ 14 ] |
| 6     | 05. Okt. 2020 | 2,31 Mio.        | 1,36 Mio.     | 8,2 %            | 17,6 %        | [ 15 ] |
| 7     | 12. Okt. 2020 | 2,15 Mio.        | 1,17 Mio.     | 7,8 %            | 15,5 %        | [ 16 ] |
| 8     | 19. Okt. 2020 | 2,39 Mio.        | 1,30 Mio.     | 8,7 %            | 16,7 %        | [ 17 ] |